# Cyclosorus auriculata
Cyclosorus auriculata là một loài thực vật có mạch trong họ Thelypteridaceae. Loài này được (J. Sm.) C.M. Kuo mô tả khoa học đầu tiên năm 2002.